# チェリーヒルズゴルフクラブ
チェリーヒルズゴルフクラブ（CHERRY HILLS GOLF CLUB）は、兵庫県三木市にあるゴルフ場である。

## 概要
「チェリーヒルズゴルフクラブ」は、京都の信和ゴルフグループの中核企業の「信和ゴルフ株式会社」が、新たなゴルフ場の建設に向けて経営母体「株式会社チェリーヒルズゴルフクラブ」を設立したことに始まる。ゴルフ場の建設地は、兵庫県三木市細川町細川中地区のなだらかな丘陵地に決定された。コース設計は、ロバート・トレント・ジョーンズ・ジュニア（Robert Trent Jones Junior）が行い、1989年（平成元年）11月28日、27ホールのメンバーシップゴルフ場として開場された。
コースは、人工美と自然美がマッチしたアメリカン・スタンダード・タイプのゴルフ場である。ベントの戦略的なワングリーンに起伏に覆われたフェアウェイと、クリークにガードされたショートホールや池越えのロングホールで構成される。コースデザイナーのロバート・トレント・ジョーンズ・ジュニアは、完成後、「日本の美しさを象徴するような山紫水明の地に、これまでの日本にないイメージで、さしずめ神秘的で気高い古城のようなコースが仕上がった」と語った。
ロバート・トレント・ジョーンズ・ジュニアは、1939年（昭和14年）、アメリカニュージャージー州生、エール大学卒業後、スタンフォード・ロースクール進学。その後、父のもとで設計を学び独立。父のロバート・トレント・ジョーンズ・シニア（Robert Trent Jones Senior）とともに世界的なゴルフ場設計家で、設計したゴルフ場は世界で250以上の実績がある。コース設計の哲学は「リスク＆リワード」で、ハザードを克服すれば報酬が得られ、リスクの高いルートと安全なルートが設定され、プレーヤーの考えに委ねられる。メジャーの厳格な開催条件をクリアするコースと、ヨーロピアン調のクラブハウスも魅力である。
ロバート・トレント・ジョーンズ・ジュニアの日本での設計コースは19コースを数え、「パインレークゴルフクラブ」（兵庫県、1984年（昭和59年）開場）、「スプリングフィールドゴルフクラブ」（岐阜県、1987年（昭和62年）開場）、「ゴールデンバレーゴルフ倶楽部」（兵庫県、1987年（昭和62年）開場）、「鬼ノ城ゴルフ倶楽部」（岡山県、1992年（平成4年）開場）、「桂ゴルフ倶楽部」（北海道、1993年（平成5年）開場）、「美浦ゴルフ倶楽部」（茨城県、1993年（平成5年）開場）、「ザ・カントリークラブ」（滋賀県、1995年（平成7年）開場）などのゴルフ場がある。
2004年（平成16年）10月13日、信和ゴルフ株式会社が、大阪地裁へ民事再生法を申請し、同日保全命令を受けた。信和ゴルフは、バブル期にハワイでリゾートホテルやゴルフ場の買収するなど事業を展開し好業績をあげていた。しかし、海外での買収やリゾート開発、国内でのゴルフ場造成、また景気低迷や阪神大震災、さらに、メーンバンクの日債銀の経営破綻、同行が保有する債権が整理回収機構に譲渡された。信和ゴルフグループ5社は、再生計画案の概要を説明、2005年（平成17年）9月26日、再生計画案が可決、認可決定となった。
また、日本のプロゴルフメジャー大会の一つである、日本女子プロゴルフ協会主催競技でもあり、日本選手権大会に相当する、日本女子プロゴルフ選手権大会などの実績があり、 2025年（令和7年）の第58回日本女子オープンゴルフ選手権競技大会の開催予定である。
信和グループ・自主再建型の再生計画案が成立

## 所在地
〒673-0714 兵庫県三木市細川町細川中字道重1200-23 

## コース情報
- 開場日 - 1989年11月28日
- 設計者 - ロバート・トレント・ジョーンズ・ジュニア
- 面積 - 1,430,000m2（約43.2万坪）
- コースタイプ - 丘陵コース
- コース - 27ホールズ、パー108、ヤード、コースレート、キング・クイーンコース71.7、クイーン・プリンスコース71.5、プリンス・キングコース71.4
- フェアウェー - コウライ
- ラフ - ノシバ
- グリーン - 1グリーン、ベント（ペンクロス）
- ラウンドスタイル - キャディ・セルフ選択可、キャディ付とセルフの選択制、乗用カート使用、乗用カート(5人乗り)リモコン式
- 練習場 - 18打席250ヤード
- 休場日 - 1月1日、年間数回の休場日[6][7]

## クラブ情報
- ハウス面積 - 7,038m2（2,128.9坪）
- ハウス設計 - 株式会社安井建築設計事務所[6][7]

## ギャラリー
- コース - 「チェリーヒルズゴルフクラブ」、コースガイド、2021年8月29日閲覧
- ハウス - 「チェリーヒルズゴルフクラブ」、施設案内、2021年8月29日閲覧

## 交通アクセス
- 鉄道 - 神戸電鉄粟生線 - 志染駅より タクシー利用 約15分[8]
- 道路 - 山陽自動車道 - 三木東ICより 8Km[8]

## メジャー選手権
- 2019年（令和元年） - 第52回 日本女子プロゴルフ選手権大会[9]
- 2025年（令和7年） - 第58回 日本女子オープンゴルフ選手権大会開催予定[10]

## 関連文献
- 『月刊ゴルフマネジメント』、「ベントで集客対策 チェリーヒルズゴルフクラブ総支配人 関戸俊介」、東京 一季出版、1994年7月、2021年8月29日閲覧
- 『ゴルフ場ガイド 西版』、2006-2007、「チェリーヒルズゴルフクラブ」、東京 ゴルフダイジェスト社、2006年5月、2021年8月29日閲覧